# Вивальди, Антонио
Анто́нио Лучио Вива́льди (итал. Antonio Lucio Vivaldi; 4 марта 1678, Венеция, Венецианская республика — 28 июля 1741, Вена, Эрцгерцогство Австрия, Священная Римская империя) — венецианский композитор и скрипач-виртуоз, педагог, дирижёр, католический священник.
Оставил огромное и разнообразное композиторское наследие: оперы, оратории, инструментальную и камерную музыку. Вивальди считается одним из крупнейших представителей итальянского скрипичного искусства XVIII века. При жизни получил широкое признание как скрипач во всей Европе. Известность Вивальди как композитора при его жизни была велика, но после смерти его слава начала затухать. Вивальди долгое время был известен, в основном, благодаря своим инструментальным концертам, в особенности, для скрипки. Одними из наиболее известных его работ являются четыре скрипичных концерта «Времена года», входящие в состав цикла «Спор гармонии с изобретением». В последнее время, в связи с находками и всё более активизирующимся исполнением произведений Вивальди, выясняется масштаб его грандиозного композиторского дарования.
Многие из его композиций написаны для женского музыкального ансамбля церкви «Оспедале делла Пьета» в Венеции, где он, будучи рукоположен в сан священника, служил в периоды с 1703 по 1715 и с 1723 по 1740. Также имели успех пышные постановки опер Вивальди в Венеции, Мантуе и Вене. После встречи с императором Карлом VI Вивальди переехал в Вену, надеясь на продвижение по службе. Однако император умер вскоре после прибытия Вивальди, а сам композитор скончался менее чем через год в нищете и одиночестве.

## Биография

### Ранние годы
Антонио Вивальди родился 4 марта 1678 года в Венеции, являвшейся в ту пору столицей Венецианской республики. До середины XX века исследователями биографии Вивальди предполагались различные даты рождения композитора, встречались утверждения, что он родился в 1675 году, приводились и иные даты. Обнаруженные в январе 1963 года английским учёным Эриком Полом (Eric Paul) записи церковного прихода Святого Иоанна Предтечи (Сан-Джованни-ин-Брагора, район Кастелло) позволили окончательно установить дату рождения композитора. Он был крещён сразу же после рождения в своём доме акушеркой, которая убедила всех, что жизнь младенца была в опасности. Хотя неизвестно наверняка, но столь скорое крещение ребёнка, скорее всего, было связано либо с его слабым здоровьем, либо с землетрясением, потрясшим город в тот день. Под впечатлением от землетрясения мать Вивальди уже изначально определила сына в священники. Официальное крещение Вивальди в церкви состоялось через два месяца[прояснить].
Далёкие предки Антонио были уважаемыми людьми в Брешии, где в 1655 году родился и отец композитора, Джованни Баттиста (1655—1736). В десять лет Джованни переехал с матерью в Венецию, где обучался парикмахерскому ремеслу. В то время в итальянских цирюльнях для занятия свободного времени клиентов, как правило, держали различные музыкальные инструменты. Джованни время от времени музицировал на скрипке и впоследствии полностью посвятил себя музыке.
В 1677 году Джованни женится на Камилле Каликчио (1655—1728) и годом позже у них рождается сын — Антонио. Согласно церковным записям, у Антонио было три сестры — Маргарита Габриэла, Чечилия Мария и Дзанетта Анна, и два брата — Бонавентура Томасо и Франческо Гаэтано, которые продолжили дело отца и стали впоследствии цирюльниками.
В 1685 году имя Джованни Баттисты значилось в списке создателей музыкального сообщества «Sovvegno dei musicisti de Santa Cecilia», директором которого был известный композитор, автор ряда опер Джованни Легренци. Впоследствии Джованни стал главным скрипачом в капелле собора Святого Марка. В те годы полное имя Джованни Вивальди значилось как Джованни Баттиста Росси. За непривычный для венецианцев рыжий цвет волос, который Антонио унаследовал от отца, его впоследствии называли «рыжим священником» (итал. il prette rosso). В 1689 году была поставлена опера под названием «La Fedeltà sfortunata», которая была сочинена Джованни Баттиста Росси, из чего можно предположить, что отец Вивальди и сам был композитором.
О юношеских годах композитора и его музыкальном образовании имеется мало сведений. Вероятно, именно отец и стал его первым музыкальным наставником, научив игре на скрипке, к которой юный композитор приобщился с десяти лет, и уже в 1689—1692 годах замещал отца в капелле собора Святого Марка ввиду его частых отлучек из Венеции.
Согласно некоторым источникам, Антонио обучался теории музыки и композиции у Джованни Легренци, но учитывая, что Легренци умер в 1690 году, многими исследователями факт наставничества Легренци над юным Антонио ставится под сомнение. Хотя люксембургский учёный Уолтер Колнедер отметил влияние стиля Легренци уже в одной из первых композиторских работ Вивальди — «Laetatus sum…» («Будем ликовать…»), написанной им в 1691 году в возрасте тринадцати лет. Виртуозная игра на скрипке и отголоски в ранних произведениях Антонио музыкального стиля известного римского скрипача Арканджело Корелли стали причиной предположений, что, возможно, Антонио обучался игре на скрипке у этого мастера. Однако на сегодняшний день нет явных свидетельств, подтверждающих это, и временна́я хронология дат церковной службы Антонио не совпадает с датой предполагаемого его обучения в 1703 году в Риме.
Здоровье Вивальди было слабым — такие симптомы, как «strettezza di petto» («теснота в груди»), были ранее интерпретированы как форма астмы. В выпуске журнала «Studi vivaldiani» 2022 года, доктор Джузеппе Гулло предложил куда более правдоподобную версию синдрома IRDS (infantile respiratory distress syndrome).

### Юность
Консерватория «Ospedale della Pietà» в Венеции
Служба отца в церковном соборе и контакты с духовенством повлияли на выбор дальнейшей карьеры юного Антонио. Он принял решение стать священнослужителем, и это вполне объяснимо, так как в Италии тех времён являлось привычным делом совмещение духовной и музыкальной карьер. Вскоре после своего рукоположения в 1704 году, он получил послабление в проведении Мессы по причине плохого состояния здоровья. Вивальди провёл мессу как священник всего несколько раз, после чего оставил свои обязанности в церкви, хотя и остался при этом священнослужителем.
В сентябре 1703 года Вивальди стал «мастером скрипки» (итал. maestro di violino) в детском доме под названием «Pio Ospedale della Pietà» в Венеции. В Венеции существовало четыре аналогичных учреждения. Их цель состояла в том, чтобы дать приют и образование детям, которые были оставлены, а также сиротам, чьи семьи не могли их поддержать. Эти учреждения финансировались за счёт средств Республики. Мальчики обучались торговле и в возрасте 15 лет должны были оставить учебное заведение. Девочки же получали музыкальное образование, а самые талантливые оставались и становились участницами известного оркестра и хора в Ospedale. Будучи, в первую очередь, известным композитором, Вивальди в то же время считался исключительным по виртуозности скрипачом. Ему было только 25 лет, когда он начал работать в «Ospedale della Pietà». Именно там он сочинил большинство своих крупных произведений в течение последующих тридцати лет. Одной из наиболее выдающихся учениц Вивальди в Оспедале была скрипачка Анна Мария даль Виолин.
Вивальди писал концерты, кантаты, а также вокальную музыку на библейские тексты для учащихся. Эти сочинения, число которых превышает 60, разнообразны: они включают в себя сольные песнопения и крупномасштабные хоровые произведения для солистов, хора и оркестра. В 1704 Вивальди к своим обязанностям учителя скрипки получил также обязанности учителя альта. Положение маэстро ди Коро, которые были приняты в своё время Вивальди, требовали много времени и труда. Он должен был сочинять новую ораторию или концерт к каждому празднику, а также учить сирот теории музыки и игре на определённых инструментах.
Отношения Вивальди с советом директоров Ospedale часто были напряжёнными. Совет каждый год устраивал голосования, оставлять ли его на работе в качестве учителя. Голосования редко проходили единодушно; и в 1709 году его не поддержали. Через год после службы в качестве внештатного музыканта Совет Ospedale единогласно принял решение вернуть композитора обратно (в 1711 г.). За время годового отсутствия Вивальди в Совете осознали важность его роли. В 1716 году он был назначен музыкальным руководителем Ospedale и стал ответственным за всю музыкальную деятельность учреждения.
В 1705 году издательство Джузеппе Сала в Венеции опубликовало его 12 сонат, обозначенные опусом 1. В последующие годы Вивальди неоднократно обращался к жанру сонаты для одного и нескольких инструментов. Второй опус Вивальди, опубликованный в Венеции издательством Бортоли в 1709 году, включал 12 сонат для скрипки с сопровождением чембало (итальянское название клавесина). В 1706 году состоялось первое публичное выступление Вивальди во дворце французского посольства. Имена виртуозных скрипачей, отца и сына Вивальди, упоминается и в издании «Путеводителя по Венеции», подготовленного итальянским картографом Винченцо Коронелли. В этот период Вивальди переезжает с площади Брагора в новый, более просторный дом в соседнем приходе Сан-Проволо. В 1711 году были опубликованы 12 концертов «L’estro armonico» («Гармоническое вдохновение»). В этом же году он получил твёрдый годовой оклад и стал главным руководителем концертов воспитанниц, с 1713 года директором женской консерватории «Пиета» («Ospedale della Pietà»). В эти годы юный Вивальди усиленно трудится, совмещая преподавательскую и композиторскую деятельность. Его имя становится известным в родной Венеции, а учитывая то, что Венеция в ту пору посещалась большим количеством путешественников, популярность Вивальди распространяется за пределы Венеции. Так, в 1709 году во время представления оратории в «Пиета» Вивальди был представлен датскому королю Фредерику IV, которому впоследствии посвятил 12 скрипичных сонат. В 1712 году, во время пребывания в Венеции, произошла встреча немецкого композитора, капельмейстера из Бреслау Готфрида Штёльцеля (Gottfried Heinrich Stölzel) с Антонио. Таким образом, Штёльцель был первым немецким музыкантом, лично контактировавшим с Вивальди.
Несмотря на частые отлучки Вивальди на гастроли, начиная с 1718 года, «Pietà» платили ему два цехина в месяц за обязательство писать по два концерта в месяц для оркестра, а также репетировать с ними не менее пяти раз во время его пребывания в Венеции. Записи «Pietà» показывают, что композитору оплатили 140 концертов
между 1723 и 1733 годами.

### Начало композиторской деятельности. Венеция (1713—1718)
Вивальди начал свою карьеру как оперный композитор. В 1713 году он написал трёхактную оперу «Ottone in villa» («Оттон на вилле»), премьера которой состоялась 17 мая того же года на сцене провинциального Театро делле Грацие в Виченце (Teatro delle Grazie). Эта опера представляет собой характерный образец оперы-сериа с её растянутостью действия и запутанной сюжетной интригой. Написанная на либретто Доменико Лалли, с которым Вивальди впоследствии неоднократно сотрудничал, она воссоздаёт один из эпизодов римской истории. В соответствии с обычаем в качестве солистов, исполнявших и мужские и женские партии, выступали певцы-кастраты. Их исполнение сочетало силу и блеск мужских голосов с лёгкостью и подвижностью женских. По-видимому, постановка имела значительный успех, так как привлекла внимание венецианских импресарио. Вскоре Вивальди получил заказ (scrittura) на новую оперу от Модотто, владельца театра Сан-Анджело, с которым он поддерживал контакт вплоть до своей последней оперы «Фераспе» (1739). Год спустя, в 1714 году, он написал свою вторую оперу «Orlando finto pazzo» («Роланд, мнимый безумец»), написанную на либретто Грацио Браччьоли, представляющую собой свободную переработку известной поэмы «Неистовый Роланд» итальянского поэта Лудовико Ариосто. Вскоре композитор написал две оратории на латинские тексты, «Моисей, бог фараонов» в 1714 году и «Юдифь торжествующая» в 1716 году. Партитура его первой оратории «Моисей, бог фараонов» была впоследствии утеряна. В римской консерватории Святой Сесилии сохранился только текст оратории с указанием имён исполнителей, из которого видно, что все партии, включая мужские персонажи, исполнялись девушками-воспитанницами. Оратория «Юдифь торжествующая», отличающаяся свежестью мелодического вдохновения и тонкостью оркестрового колорита, относилась к лучшим созданиям Вивальди. С широким признанием таланта композитора и педагога увеличивалось и количество учеников Вивальди, однако ни новые ученики, ни обилие композиторской работы в консерватории «Пиета» не могли отвлечь Вивальди от интенсивной работы в театре. В 1715 году он получил заказ от театра Сан-Анджело — 12 главных арий в опере «Nerone fatto Cesare» («Нерон, ставший Цезарем»). В 1716 году Вивальди по заказу театра Сан-Анджело написал ещё одну оперу «L’incoronazione di Dario» («Коронация Дария»). В этом же году им была написана опера «La costanza trionfante degl’amori e de gl’odii» («Постоянство, торжествующее над любовью и ненавистью») для второго по значимости венецианского театра Сан-Моизе, с которым композитор был также тесно связан в последующие годы. Премьеры этих опер состоялись на карнавале 1716 года. О том, что Вивальди становится знаменитым не только в Венеции, но и за её пределами, свидетельствует и то, что в 1718 году его опера «Scanderbeg» («Скандербег») ставится на сцене флорентийского театра.
Прогрессивный оперный стиль Вивальди причинил ему некоторые проблемы с более консервативными музыкантами, например, такими как Бенедетто Марчелло — магистрата и музыканта-любителя. Его статья под названием «Il Teatro Alla Moda» (1720) осуждает Вивальди и его оперы, хотя не упоминает его непосредственно в тексте. Но на обложке статьи была изображена лодка (Сант-Анджело), на левом конце которой стоит маленький ангел в шапке священника и играет на скрипке.
В письме, написанном Вивальди в 1737 году своему покровителю маркизу Бентивольо, он ссылается на то, что написал «94 оперы». Однако было обнаружено лишь около 50 опер Вивальди, и никакой другой документации об остальных операх не существует. Несмотря на то, что Вивальди, конечно, написал много опер в своё время, тем не менее, он никогда не достиг известности таких великих композиторов-современников как Алессандро Скарлатти, Иоганн Адольф Хассе, Леонардо Лео, и Бальдассаре Галуппи.
Его наиболее успешными операми являются «La Costanza trionfante» («Постоянство, торжествующее над любовью и ненавистью») и «Farnace» («Фарначе»), каждая из которых возрождалась на сцене по шесть раз.
В целом, период с 1713 по 1718 год считается многими исследователями самым продуктивным этапом в творчестве композитора: за эти пять лет он написал в общей сложности восемь опер.

### Жизнь в Мантуе (1719—1722)
В 1717 или 1718 году Вивальди было предложено новое престижное место в качестве капельмейстера при дворе князя Филиппа Гессен-Дармштадт, губернатора города Мантуи. Он переехал туда и в течение трёх лет сочинил несколько опер, среди которых был «Tito Manlio» («Тито Манлио»). В 1721 году композитор был в Милане, где он представил драму «La Silvia» («Сильвия»). Он вновь посетил Милан в следующем году с ораторией «L’Adorazione delli tre Re Magi» («Поклонение волхвов»). В 1722 году переехал в Рим, где поставил свои оперы нового стиля. А папа Бенедикт XIII пригласил Вивальди играть для него. В 1725 году Вивальди вернулся в Венецию и в том же году написал ещё четыре оперы.
В течение этого периода Вивальди написал четыре скрипичных концерта, каждый из которых соответствует четырём временам года и изображает сцены, подходящие для каждого сезона. Три из них представляют оригинальные концепции, в то время как первый, «Весна», заимствует мотивы Sinfonia из первого акта его одновременной оперы «Il Giustino» («Джустино»). Вдохновением для концертов, вероятно, послужила местность вокруг Мантуи. Эти концерты оказались революционными в музыкальной концепции: в них изображены течение ручьёв, пение птиц (различных видов, каждый конкретно характеризуется), лай собак, шум комаров, плач пастухов, бури, пьяные танцоры, тихие ночи, охота со сторон обоих охотников, катание на коньках детей и потепление зимних вечеров. Каждый концерт связан с сонетом, в котором, возможно, Вивальди описывал сцены, изображённые в музыке. Эти концерты были опубликованы в Амстердаме в 1725 году [16].
В Мантуе Вивальди познакомился с оперной певицей Анной Жиро (Anna Giraud), дочерью французского парикмахера. Это знакомство оказало большое влияние на последующую судьбу Вивальди. В своих посланиях к драматургу Карло Гольдони Вивальди представляет ему Анну Жиро как свою «прилежную ученицу». По мнению исследователей, именно Вивальди принадлежит большая заслуга в становлении Анны Жиро как оперной певицы. Это вполне вероятно, так как итальянские оперные композиторы обычно в совершенстве знали секреты вокальной техники. Современники отзывались об Анне как об искусной и одухотворённой певице с приятным, хотя и скромным по диапазону голосом. Карло Гольдони писал, что «она была некрасива, но очень изящна, имела тонкую талию, красивые глаза, прекрасные волосы, прелестный ротик. У неё был небольшой голосок, но несомненное актёрское дарование». Постоянной спутницей Вивальди стала также сестра Анны Жиро, Паолина, которая стала своего рода медицинской сестрой композитора и приняла на себя заботы о здоровье композитора, болевшего респираторным дистресс-синдромом новорождённых (IRDS). После трёхгодичной службы в Мантуе, Вивальди вместе с Анной и Паолиной возвратился в Венецию, где Анну острые на язык венецианцы называли «подругой рыжего священника». Обе они постоянно жили в доме Вивальди в Венеции и сопровождали его в многочисленных путешествиях, связанных в то время с опасностями и лишениями. Эти слишком тесные для духовного лица взаимоотношения с сёстрами Жиро неоднократно вызывали нарекания со стороны церковников. Этому способствовало и появление огромного количества народных слухов и домыслов вокруг персоны Вивальди. Так, по одному из слухов Вивальди был евнухом. Нарушение норм поведения священника привело к тяжёлым для Вивальди последствиям и обострению его отношений с церковной знатью Папской области. Известно, что в 1738 году кардинал-архиепископ города Феррары запретил Вивальди въехать в город и отслужить мессу ввиду грехопадения композитора. Несмотря на всё это, он всегда с большой душевной твёрдостью отстаивал честь и человеческое достоинство спутниц своей жизни, неизменно отзываясь о них с глубоким уважением.

### Римский период (1723—1724)
После трёхгодичной службы в Мантуе Вивальди возвратился в Венецию. В 1723 году состоялась его первая поездка в Рим и постановка новой оперы «Ercole sul Termodonte» («Геркулес на Термодонте»). Эта опера произвела большее впечатление на римлян. Известный флейтист, композитор и музыкальный теоретик Иоганн Иохим Кванц, прибывший в Рим через полгода после премьеры оперы, заметил, что «публике так понравился „ломбардский стиль“ Вивальди, что с тех пор не хотела слушать другой музыки». В феврале 1724 года Вивальди вновь посетил Рим для участия в премьере оперы «Giustino» («Юстин» или «Джустино»). Третья опера, «La virtù trionfante dell’amore, e dell’odio, overo Il Tirane» («Добродетель, торжествующая над любовью и ненавистью»), написанная в 1724 году и представленная в том же году на римском карнавале, завершила триумфальный успех произведений композитора в Риме, выступление в котором считалось серьёзным испытанием для любого композитора. В этот же приезд состоялась его аудиенция у папы Бенедикта XIII, которому композитор исполнил отрывки из двух своих произведений. Хотя многие исследователи считают, что Вивальди был принят папой Бенедиктом XIII, по мнению немецкого исследователя Карла Хеллера (Karl Heller) это могла быть и аудиенция у его предшественника, Иннокентия XIII. Если предполагать что Вивальди был принят Бенедиктом XIII, то это означает, что он пробыл в Риме дольше, чем во время своего первого визита, так как Бенедикт XIII был избран папой лишь 29 мая 1724 года. В 1725 году в Амстердаме был издан цикл из 12 концертов «Il Cimento dell’Armonia e dell’Invenzione» («Искус гармонии и инвенции» или «Спор Гармонии с Изобретением»), написанный им приблизительно в 1720 году. Всемирно известные, в России неточно именуемые «Времена года», четыре первые концерта этого цикла уже тогда произвели неизгладимое впечатление на слушателей своей неистовой страстностью и новаторством. Правильное название — «Четыре времени года» (Le quattro stagioni), что прямо отсылает к многозначной символике цикла. Работавший в то время во французском посольстве в Венеции Жан-Жак Руссо высоко ценил музыку Вивальди и любил сам исполнять кое-что из этого цикла на любимой им флейте. Также широко известны концерты Вивальди — «La notte» (ночь), «Il cardellino» (щеглёнок), для флейты с оркестром, концерт для двух мандолин RV532, отличающиеся художественной изобразительностью и гармонической щедростью, свойственной его произведениям, а также духовные сочинения: «Gloria», «Magnificat», «Stabat Mater», «Dixit Dominus».
В 1735 году вновь недолго был капельмейстером.

### Последние годы жизни
В разгар своей карьеры Вивальди получал заказы от европейской знати и королевской семьи. Серенада (кантата) «Gloria Imeneo» («Глория и Игоменей») была исполнена в 1725 году французским послом в Венеции в празднование брака Людовика XV. На следующий год была написана другая серенада — «La Sena festeggiante» («Празднующая Сена») — для и премьера в посольстве Франции, а также в честь празднования рождения французских королевских принцесс — Генриетты и Луизы Элизабет. «La Cetra» («Цитра») была посвящена Вивальди императору Карлу VI. В 1728 году Вивальди встретил императора, когда тот посетил Триест, чтобы вести наблюдение за строительством нового порта. Карл восхищался музыкой Рыжего Священника настолько, что, говорят, он беседовал с композитором во время одной встречи дольше, чем со своими министрами в течение двух лет. Он наградил Вивальди званием рыцаря, золотой медалью и пригласил в Вену. В ответ Вивальди подарил императору рукописную копию «La Cetra».
В 1730 году Вивальди отправился в Вену и Прагу в сопровождении своего отца, где была поставлена его опера «Farnace» («Ферначе»). Некоторые из его более поздних опер были созданы в сотрудничестве с двумя крупными писателями Италии того времени. Либретто «Олимпиады» и «Катоне в Утике» были написаны Пьетро Метастазио, придворным поэтом в Вене. «Гризельда» была переписана молодым Карло Гольдони из ранее написанного либретто Апостоло Дзено.
Как и многие композиторы того времени, в последние годы жизни Вивальди имел множество финансовых затруднений. Его композиции были уже не в таком почёте, как когда-то в Венеции; изменение музыкальных вкусов быстро сделали их устаревшими. В ответ Вивальди решил продать большое количество рукописей за ничтожные цены, чтобы обеспечить свой переезд в Вену. Причины ухода Вивальди из Венеции неясны, но вполне вероятно, что после успеха его встречи с императором Карлом VI он хотел занять позицию композитора при императорском дворе.
Также возможно, что Вивальди отправился в Вену, чтобы осуществить постановку своих опер. Однако вскоре после приезда композитора в Вену Карл VI умер, оставив его без королевского покровительства и надежд на постоянный источник дохода. Началась война за австрийское наследство — Вене было не до Вивальди, и композитор ненадолго выехал для поиска новой работы в Дрезден, Саксония, где вероятнее всего и сильно заболел. Всеми забытый, больной и без средств к существованию он вернулся в Вену, где и скончался 28 июля 1741 года, в возрасте 63 лет. Квартальный врач зафиксировал смерть «преподобного дона Антонио Вивальди от внутреннего воспаления». 28 июля он был похоронен в простой могиле на кладбище для бедняков за скромную плату 19 флоринов 45 крейцеров (могила не сохранилась). Месяц спустя сёстры Маргарита и Жанетта получили извещение о кончине Антонио. 26 августа судебный пристав описал его имущество в счёт погашения долгов.

## Значение Вивальди в истории музыки

### Влияние Вивальди
Вивальди — крупнейший представитель итальянского скрипичного искусства XVIII века, утвердивший новую драматизированную, так называемую «ломбардскую» манеру исполнения. Создал жанр сольного инструментального концерта, оказал влияние на развитие виртуозной скрипичной техники. Мастер ансамблево-оркестрового концерта — кончерто гроссо (concerto grosso). Вивальди установил для concerto grosso 3-частную циклическую форму, выделил виртуозную партию солиста.
Ещё при жизни стал известен как композитор, способный за пять дней создать трёхактную оперу и сочинить множество вариаций на одну тему.
Прославился на всю Европу в качестве скрипача-виртуоза. Музыкальное наследие Антонио Вивальди было малоизвестно во второй половине XVIII—XIX веках, находилось в забвении почти 200 лет и лишь в 20-х годах XX века итальянским музыковедом были обнаружены собрания рукописей композитора. Долгое время о Вивальди помнили только потому, что И. С. Бах сделал ряд транскрипций сочинений своего предшественника, и только в XX веке было предпринято издание полного собрания инструментальных опусов Вивальди. Инструментальные концерты Вивальди являлись этапом на пути формирования классической симфонии. Современники нередко критиковали его за чрезмерное увлечение оперной сценой и проявленные при этом поспешность и неразборчивость. Любопытно, что после постановки его оперы «Неистовый Роланд» друзья звали Вивальди, не иначе как Дирус (лат. Неистовый). Оперное наследие композитора в настоящее время ещё не стало достоянием мировой оперной сцены в полной мере. Его авторство приписывается примерно 94 операм, хотя из них точно определены лишь около 40. Лишь в 1990-е годы в Сан-Франциско успешно поставлен «Неистовый Роланд». Оперы Вивальди с огромным все более возрастающим успехом ставятся на крупнейших оперных сценах современности.
Творчество Вивальди оказало огромное влияние не только на современных ему итальянских композиторов, но и на музыкантов других национальностей, прежде всего немецких. Здесь особенно интересно проследить влияние музыки Вивальди на И. С. Баха. В первой биографии Баха, опубликованной в 1802 году, её автор, Иоганн Николаус Форкель, выделил имя Вивальди среди мастеров, ставших предметом изучения для молодого Иоганна Себастьяна. Усиление инструментально-виртуозного характера тематизма Баха в кётенский период его творчества (1717—1723) непосредственно связано с изучением музыки Вивальди. Но его воздействие проявилось не только в усвоении и переработке отдельных выразительных приёмов, — оно было значительно шире и глубже. Бах настолько органично воспринял стиль Вивальди, что он стал его собственным музыкальным языком. Внутренняя близость с музыкой Вивальди ощутима в самых различных произведениях Баха вплоть до его знаменитой «Высокой» мессы си минор. Влияние, оказанное музыкой Вивальди на немецкого композитора, несомненно, было огромным. По словам А. Казеллы, «Бах — его величайший почитатель и вероятно единственный, кто в то время смог понять всё величие гения этого музыканта». Бахом были переложены шесть концертов Вивальди для клавира соло, три для органа, и один для четырёх клавесинов, струнных и баса континуо (BWV 1065), основанный на концерте для четырёх скрипок, двух альтов, виолончели и бассо континуо (RV 580).
Значительный вклад в изучение творчества Вивальди внесли французский музыковед Марк Пеншерль (Mark Pincherle) и немецкий музыковед Вальтер Кольнедер (Walter Kolneder).

### Вивальди в отечественном и зарубежном музыкознании
В течение жизни Вивальди его известность распространилась не только в Италии, но и в других странах, включая Францию. Однако после его смерти популярность композитора сократилась. После эпохи барокко концерты Вивальди стали относительно неизвестны и долгое время игнорировались. Даже самая известная работа Вивальди, «Времена года», была неизвестна в оригинальном издании ни в эпоху классицизма, ни в эпоху романтизма.
В начале XX века концерт Фрица Крейслера в C-dur, сочинённый в стиле Вивальди (который он выдавал в качестве оригинального произведения итальянского композитора), помог возродить репутацию Вивальди. Началу академического изучения творчества Вивальди способствовал также французский учёный Марк Пинкерле. Многие рукописи Вивальди были обнаружены в Туринской национальной университетской библиотеке. Это привело к возобновлению интереса к Вивальди таких исследователей и музыкантов, как Марио Ринальди, Альфредо Казелла, Эзра Паунд, Ольга Радж, Десмонд Желоба, Артуро Тосканини, Арнольд Шеринг и Луиc Кауфман. Каждый из них сыграл важную роль в возрождении музыки Вивальди в XX веке.
В 1926 году в монастыре в Пьемонте исследователи обнаружили четырнадцать томов сочинений Вивальди, которые считались утраченными во время наполеоновских войн. Некоторые недостающие объёмы в пронумерованных опусах были обнаружены в коллекциях потомков великого князя Дураццо, который приобрёл монастырский комплекс в XVIII веке.
Воскрешение неопубликованных работ Вивальди в XX веке состоялось в основном благодаря усилиям Альфредо Казелла, который в 1939 году организовал историческую неделю Вивальди, на которой вновь были поставлены оперы «Глория» и «Олимпиада». После Второй мировой войны композиции Вивальди стали пользоваться ещё большим успехом.
Авторами монографий о Вивальди на русском языке являются Игорь Белецкий («Антонио Вивальди: краткий очерк жизни и творчества»: Л., Музыка, 1975) и Владимир Григорьев («Антонио Вивальди»: Магнитогорский гос, музыкально-педагогический ин-т; Ассоциация муз. учеб. заведений России. — М., 1994, со списком сочинений и библиографией). Также имеются статьи в следующих книгах «Материалы и документы по истории музыки. Том II XVIII век. (Италия, Франция, Германия, Англия)». (Переводы с итальянского, французского, немецкого и английского под редакцией Михаила Иванова-Борецкого. М ОГИЗ — Государственное музыкальное издательство,, 1934), Тамара Ливанова «История западно-европейской музыки до 1789 года»: М.; Л., 1940 (2-е изд. в 2 тт.: Том 1 «По XVIII век», 1983; 3-е изд. 1986), Лев Раабен («Жизнь замечательных скрипачей. Биографические очерки»: М.-Л. Музыка, 1967), Ян Миллер («Шеренга великих композиторов»: Варшава, Наша Ксенгарня, 1975), Статья Льва Раабена — «il prete rosso (Антонио Вивальди)» в книге («Рассказы о музыке и музыкантах. Популярные очерки. Выпуск 2» Составитель М. Г. Аграновский, М.-Л. Советский композитор 1977), Лев Гинзбург, Владимир Григорьев («История скрипичного искусства: Вып. I.»: М., «Музыка» 1990), Изабела Вагнер «Создать совершенство. Через тернии к звёздам: как рождаются виртуозы» Пер с англ. В. В. Черепанова. Эксмо 2019, Николаус Арнонкур («Музыка барокко: Путь к новому пониманию» [пер. с нем. О. Коваля]. — М. : Группа Компаний «РИПОЛ классик», «Пальмира», 2019) [ст. «Программная музыка — Op. 8 Вивальди»]. Статьи в энциклопедиях: Большая Советская Энциклопедия (М., изд-во «Советская энциклопедия», 1-й, 2-й, 3-й выпуски), Большая Российская Энциклопедия (М., научное изд-во "Большая Российская энциклопедия, 2006), Музыкальная энциклопедия (М., изд-во «Советская энциклопедия», 1976). Кроме того, существует книга о Вивальди, изданная в серии «Жизнь Замечательных Людей», автор — Вирджиллио Боккарди (том 1095; М., изд-во «Молодая гвардия», 2007). Сведения о некоторых из опер Вивальди можно почерпнуть из книги П. В. Луцкера и И. П. Сусидко «Итальянская опера XVIII века», том 2 (М., изд-во «Классика-XXI», 2004).

## Сочинения
Антонио Вивальди — плодовитый композитор. Он является автором 90 опер, в том числе «Неистовый Роланд» (Orlando furioso), «Нерон, ставший Цезарем» (Nerone fatto Cesare, 1715, там же), «Коронация Дария» (L’incoronazione di Dario, 1716, там же), «Джустино» (Giustino, 1724; также «Юстин»), «Обман, торжествующий в любви» (L’inganno trionfante in amore, 1725, там же), «Фарнак» (1727, там же, позднее также под названием «Фарнак, правитель Понта»), «Кунегонда» (1727, там же), «Олимпиада» (1734, там же), «Гризельда» (1735, театр «Сан-Самуэле», Венеция), «Аристид» (1735, там же), «Тамерлан» (1735, Филармонический театр, Верона), «Оракул в Мессении» (1738, театр «Сант-Анджело», Венеция), «Ферасп» (1739, там же); оратории — «Моисей, бог фараона» (Moyses Deus Pharaonis, 1714), «Торжествующая Юдифь» (Juditha Triumphans devicta Holo-fernis barbarie, 1716), «Поклонение волхвов» (L’Adorazione delli tre Re Magi, 1722), «Монтесума» (Motezuma, 1733).
Автор 517 концертов, в их числе:
- 44 концерта для струнного оркестра и бассо континуо;
- 49 кончерто гроссо;
- 352 концерта для одного инструмента с сопровождением струнного оркестра и/или бассо континуо (253 для скрипки, 26 для виолончели, 6 для виоль д’амур, 13 для поперечной, 3 для продольной флейт, 12 для гобоя, 38 для фагота, 1 для мандолины);
- 38 концертов для 2 инструментов с сопровождением струнного оркестра и/или бассо континуо (25 для скрипки, 2 для виолончели, 3 для скрипки и виолончели, 2 для валторн, 1 для мандолин);
- 32 концерта для 3 и более инструментов с сопровождением струнного оркестра и/или бассо континуо.

Автор свыше 100 сонат для различных инструментов с сопровождением бассо континуо; светских кантат, серенад, симфоний, Stabat Mater и других церковных произведений.
Одно из самых известных произведений — первые 4 концерта из 8-го опуса, цикла из 12 скрипичных концертов — «Четыре времени года» — ранний образец программной симфонической музыки. Вивальди внёс существенный вклад в развитие инструментовки, он одним из первых применил гобои, валторны, фаготы и другие инструменты как самостоятельные

## Вивальди в изобразительном искусстве
Сохранилось несколько произведений искусства, на которых изображён Вивальди. Так, в 1723 и 1725 годах портреты композитора были написаны французским художником Франсуа Морелон де ля Кавэ, однако наиболее известный цветной портрет — это лишь предполагаемый портрет Вивальди, так как подписи его фамилии на нём нет, а предположение, что на нём изображён величайший композитор, сделано лишь из-за того, что портрет обнаружен в Венеции и изображает скрипача (а Вивальди был скрипачом-виртуозом). Внешнее несходство этого портрета с остальными и отсутствие на нём инициалов композитора дают основания сомневаться в том, что цветной портрет действительно изображает Вивальди. Одна из картин хранится в Международном музее музыки (итал. Museo internazionale e biblioteca della musica) в Болонье. В 1723 году итальянским художником Пьером Леоне Гецци была нарисована карикатура на композитора — «Рыжий священник».

## Образ в кинематографе
- «Вивальди, принц Венеции» (Франция, 2006, режиссёр Жан-Луи Гийерму)[28];
- «Вивальди, рыжий священник» (Италия, 2009, режиссёр Лиана Марабини);
- «Сказки старого пианино. Антонио Вивальди» (мультфильм, Россия, 2007, режиссёр Оксана Черкасова).

## Память
Именем Антонио Вивальди названы:
- кратер на планете Меркурий[29];
- итальянский институт в Сиене[30], (возглавлял Франческо Малипьеро);
- браузер Vivaldi, разрабатываемый бывшими сотрудниками Opera Software.

## Музыка Антонио Вивальди в кинематографе
- Жизнь и удивительные приключения Робинзона Крузо
- «Принцесса на горошине» (1978), СССР, режиссёр Борис Рыцарев;

## Музыкальные фрагменты
Музыкальные фрагменты в формате Ogg Vorbis
- Концерт, оп. 8 № 1 «Весна». Часть 1 Аллегроо файле
- Концерт, оп. 8 № 1 «Весна». Часть 2 Ларгоо файле
- Концерт, оп. 8 № 1 «Весна». Часть 3 Аллегроо файле
- Концерт, оп. 8 № 2 «Лето». Часть 1 Аллегро нон мольтоо файле
- Концерт, оп. 8 № 2 «Лето». Часть 2 Адажиоо файле
- Концерт, оп. 8 № 2 «Лето». Часть 3 Престоо файле
- Концерт, оп. 8 № 3 «Осень». Часть 1 Аллегроо файле
- Концерт, оп. 8 № 3 «Осень». Часть 2 Адажио мольтоо файле
- Концерт, оп. 8 № 3 «Осень». Часть 3 Аллегроо файле
- Концерт, оп. 8 № 4 «Зима». Часть 1 Аллегро нон мольтоо файле
- Концерт, оп. 8 № 4 «Зима». Часть 2 Ларгоо файле
- Концерт, оп. 8 № 4 «Зима». Часть 3 Аллегроо файле

### Каталоги сочинений Вивальди
Примечание. Сочинения Вивальди принято идентифицировать по каталогу Петера Риома (RV).
- Fanna, Antonio. Opere strumentali di Antonio Vivaldi: Catalogo numerico-tematico (secondo la catalogazione Fanna). 2e edizione. Milano, G. Ricordi & Co., 1986, 185p. ISBN 88-7592-022-2.
- Pincherle, Marc. Antonio Vivaldi et la musique instrumentale. Tome II: Inventaire thématique. Paris, Librairie Floury, 1948, 78p.
- Ryom, Peter. Verzeichis der Werke Antonio Vivaldis. Leipzig, VEB, 1974, 212p. (RV, так называемое "малое издание")
- Ryom, Peter. Antonio Vivaldi. Thematisch-systematisches Verzeichnis seiner Werke (RV). Weisbaden: Breitkopf & Härtel, 2007, 633p. ISBN 978-3-7651-0372-8 ("большое издание")
- Ryom, Peter; Sardelli, Federico Maria. Vivaldi Werkverzeichnis. 2te überarbeitete Auflage. Weisbaden: Breitkopf & Härtel, 2018 (фрагмент на academia.edu)

### Исследования
- Барбье П. Венеция Вивальди: Музыка и праздники эпохи барокко = La Venise de Vivaldi: Musique et fêtes baroques. — СПб.: Издательство Ивана Лимбаха, 2009. — С. 280. — ISBN 978-5-89059-140-1.
- Вирджилио Боккарди. Вивальди. — Жизнь замечательных людей (Том 1085). — М.: Молодая гвардия, 2007. — С. 272. — ISBN 978-5-235-03014-5.
- Eleanor Selfridge-Field. A new chronology of Venetian opera and related genres, 1660-1760. The calendar of Venetian opera. — Stanford University Press, 2007. — С. 778. — ISBN 978-0-80474-4379.